# Chris O'Neilová
Christine „Chris“ O'Neilová (* 19. března 1956 Newcastle, Nový Jižní Wales) je bývalá australská profesionální tenistka, vítězka dvouhry na Australian Open 1978. Na okruhu WTA vyhrála také pět titulů ve čtyřhře.
Stala se první nenasazenou hráčkou v otevřené éře, jež vyhrála Australian Open. Tento výkon pak zopakovala Serena Williamsová, která jako nenasazená a 81. tenistka světového žebříčku zvítězila na tomto grandslamu v roce 2007.
Spolu s Evonne Goolagongovou jsou jedinými tenistkami, které na úvodním grandslamu sezóny získaly tituly jak v juniorské dvouhře (1973, O'Neilová), tak v ženské dvouhře.
V roce 2007 spolu s bratry Keithem a Williamem převzali záštitu nad tenisovým areálem Morisset Sports & Tennis Centre v rodném Newcastlu, který byl následně přejmenován na O'Neil School of Tennis.

## Finále na Grand Slamu

### Ženská dvouhra: 1 (1–0)
| Rok  | turnaj          | povrch | soupeřka ve finále | výsledek |
| ---- | --------------- | ------ | ------------------ | -------- |
| 1978 | Australian Open | tvrdý  | Betsy Nagelsenová  | 6–3, 7–6 |